# Arnikamuster

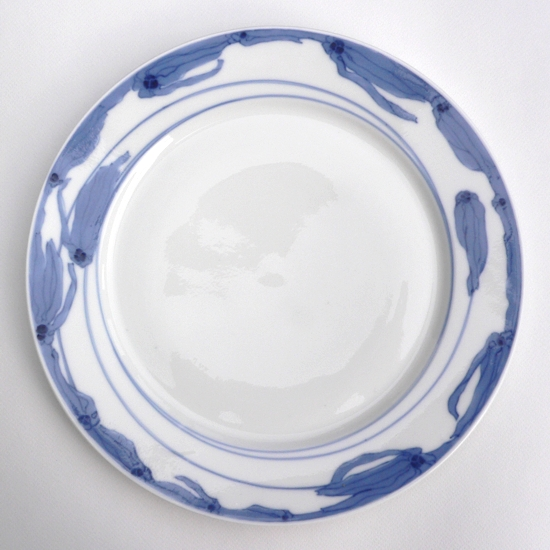
Teller mit Arnika-Dekor

Das Arnikamuster ist ein 1907 an der Porzellanmanufaktur Meißen entstandenes Dekor.
Die Porzellanmanufaktur Meißen produzierte bereits 1901 ein in seiner Formgebung neuartiges Service mit der Bezeichnung „T glatt“, das für mindestens ein Jahrzehnt das meistbedeutende und meistproduzierte Service aus Meißen werden sollte. Es war in seiner betonten Flächigkeit darauf ausgerichtet, die modernen Scharffeuer-Dekore zu bedienen und kann als Vorausgriff auf den in den 1920er Jahren einsetzenden Funktionalismus gelten. Es wurde im Laufe der Jahre mit verschiedenen Dekoren auf den Markt gebracht, seine erste Dekorationsform war das berühmte und bahnbrechende Flügelmuster, entworfen von Rudolf Hentschel 1901.
1907 dann entwarf ebenfalls Rudolf Hentschel eine weitere Dekorationsform für das gleiche Service, diesmal das in Blau gehaltene Arnikamuster, das sich im Gegensatz zum früheren Flügelmuster durch mehr Leichtigkeit auszeichnet, indem es mehr Fläche unbemalt lässt und dadurch noch akzentuierter die Formen betont.